# Кофермент М
Кофермент М, Coenzyme M (2-меркаптоэтансульфонат, HS-CoM) — это кофермент, принимающий участие в реакциях переноса метильной группы у метаногенов. Данный кофермент является анионом HSCH2CH2SO3−. Меркаптоэтансульфонат содержит и тиоловую группу, которая находится в основном сайте активности, и сульфонатную группу, которая обеспечивает растворимость в воде.

## Биохимическая роль
Кофермент М является переносчиком С1 в процессе метаногенеза. Он превращается в метил-кофермент М, тиоэфир CH3SCH2CH2SO3−, и далее в метан. Кофермент М реагирует с коферментом В (7-тиогептаноилтреонинфосфатом), при этом образуется гетеродисульфид и освобождается метан:
CH3-S-CoM + HS-CoB → CH4 + CoB-S-S-CoM
Данное превращение катализируется ферментом метил-кофермент М-редуктазой, которая содержит кофактор F430 в качестве простетической группы.